# 1979 год в истории метрополитена
В этой статье перечисляются основные  события из истории метрополитенов в 1979 году. Полужирным шрифтом выделены открытия новых транспортных систем.

## События
- 15 марта — открыт метрополитен Рио-де-Жанейро[1].
- 28 марта — открыта станция Бакинского метрополитена «Электрозавод» (ныне «Бакмил»)[2].
- 30 июня — открыт метрополитен Атланты[3].
- 15 июля — открыта станция Горьковско-Замоскворецкой линии Московского метрополитена «Горьковская» (ныне — «Тверская»)[4].
- 15 сентября — открыта Сабурталинская линия Тбилисского метрополитена с 5 станциями: «Вагзлис моедани-2», «Церетлис гамзири», «Политехникури институти», «Комкавшири» (ныне «Самедицино университети»), «Делиси»[5].
- 1 октября — открыт Гонконгский метрополитен[6].
- 5 октября — открыта 38-я станция Ленинградского метрополитена «Приморская» на Невско-Василеостровской линии[7].
- 19 ноября — открыт Бухарестский метрополитен[8].
- 4 декабря — открыта станция Киевского метрополитена «Пионерская» (ныне «Лесная»)[9].
- 30 декабря — открыта первая очередь Калининской линии Московского метрополитена, содержащая станции: «Марксистская», «Площадь Ильича», «Авиамоторная», «Шоссе Энтузиастов», «Перово», «Новогиреево». В Московском метро 115 станций[10].

## Происшествия
| Дата      | Метро                   | Погибли | Пострадали | Описание |
| --------- | ----------------------- | ------- | ---------- | --- |
| 15 апреля | Московский метрополитен | 0       | ???        | На Горьковско-Замоскворецкой линии произошёл сход поезда на перегоне между станциями «Автозаводская» и «Коломенская», в тоннеле перед выходом на поверхность. Из-за нарушения верхнего габарита положения порога спецсооружения над уровнем головок ходовых рельсов вагон задел своим редуктором мощную конструкцию пути. Пять вагонов сошли с рельсов и с тележек, и кузова упали на путь. Последствия схода устраняли почти сутки. Жертв не было, но многие пассажиры получили ушибы, точное число пострадавших неизвестно. Этот случай заставил метрополитен разработать специальное устройство для контроля габарита вагона по нижней кромке (точке) корпуса редуктора (УКГ). Этими устройствами оборудовали все линии. Причины аварии рассматривала специальная научно-техническая комиссия. Она установила, что при разработке габарита вагонов нового типа «Еж3 и Ем-508Т» (нижних его точек) не были учтены все особенности конструкции этого типа вагонов, особенно уменьшение диаметра колёс и высоты буксового штыря. Авария на станции «Автозаводская» ускорила оснащение ПВС депо немецким спецавтомобилем «УНИМОГ», а также переоборудование техкабинета с пультом для аварийных игр локомотивных бригад. Всё оборудование вагонА типа «Еж3 и Ем-508Т» было действующим и работающим в штатном режиме. |